# Carina Round
Carina Round (Wolverhampton, 20 aprile 1979) è una cantautrice britannica, membro dei Puscifer dal 2009 e della formazione dal vivo dei Tears for Fears.
Nonostante venga molto spesso comparata a PJ Harvey e Tori Amos, Carina Round sostiene che è più direttamente influenzata dalla musica di Patti Smith.

## Biografia
Nata nel 1979, è cresciuta ascoltando musica dal giradischi ricevuto in regalo per il suo quinto compleanno. Nel 2001 pubblica il primo album in studio The First Blood Mystery, seguito tre anni più tardi da The Disconnection, seguito da un'ottima accoglienza da parte di pubblico e critica. Nel 2005 realizza il terzo disco Slow Motion Addict, seguito cinque anni più tardi da Tigermending.

## Discografia

### Da solista
Album in studio
- 2001 – The First Blood Mystery
- 2004 – The Disconnection
- 2007 – Slow Motion Addict
- 2012 – Tigermending

Album dal vivo
- 2025 – The Disconnection Live

Album di remix
- 2015 – Tigermixes

Raccolte
- 2016 – Deranged to Divine

Extended play
- 2009 – Things You Should Know
- 2013 – Walking Blind (con Aidan Hawken)
- 2020 – Carina Round (Live in Los Angeles)

Singoli
- 2003 – Into My Blood
- 2004 – Lacuna
- 2011 – The Last Time
- 2014 – Come Undone
- 2015 – Girl and the Ghost
- 2022 – Secret of Drowning (Live)
- 2022 – The Last Time (Live)

### Con gli Early Winters
- 2011 – Early Winters
- 2014 – Vanishing Act
- 2017 – I Want to Break Your Heart

### Con i Puscifer
- 2009 – "C" Is for (Please Insert Sophomoric Genitalia Reference Here) (EP)
- 2010 – Sound into Blood into Wine (remix)
- 2011 – Conditions of my Parole
- 2013 – Donkey Punch the Night (EP)
- 2013 – All Re-Mixed Up (EP)
- 2016 – Money Shot
- 2016 – Money Shot Your Re-Load (remix)
- 2013 – What Is... (live)
- 2013 – 8-Ball Bail Bonds - The Berger Barns Live in Phoenix (live)
- 2020 – Existential Reckoning
- 2021 – Billy D and the Hall of Feathered Serpents (live)
- 2021 – Live at Arcosanti (live)
- 2022 – Parole Violator (live)
- 2022 – V Is for Versatile (live)
- 2023 – Existential Reckoning: Rewired (remix)
- 2023 – Global Probing (live)
- 2024 – Cinquanta (live)
- 2024 – Sessanta E.P.P.P. (EP)